# Shinji Mizushima
Pour les articles homonymes, voir Mizushima.
Shinji Mizushima (水島 新司, Mizushima Shinji) est un mangaka né le 10 avril 1939 à Niigata au Japon et mort le 10 janvier 2022.

## Biographie
Shinji Mizushima est d'abord poissonnier dans la société de sa famille. Ce n'est qu'en 1959 qu'il s'oriente vers l'illustration et la bande dessinée et entre à l'agence Kashibon Manga Kate. Il publie successivement Ore wa Yaru (1959), Thrill o Ajiwan Otoko (1960), Muteki Dump Guy (1961), Idaten Santa (1962), Heno Heno Moheji (1963) et Botchan (1964), une adaptation d'un des grands classiques de la littérature japonaise. Il travaille aussi pour divers quotidiens et magazines.
À la fin des années 1960, il se spécialise dans le manga sportif, en particulier dans le manga de base-ball. On peut notamment citer Otoko Doahō Kōshien (1970) et Abu-san (1973).
Il annonce qu'il prend sa retraite le 1er décembre 2020 à l'âge de 81 ans.
Il meurt le 10 janvier 2022, à l'âge de 82 ans, d'une pneumonie.
Il est le père de l'acteur Shintarō Mizushima.

## Œuvre
- 1974–2015 : Abu-san (あぶさん?)
- 2009 : Abu-san no Yakyuu Jinsei (あぶさんの野球人生‐全56章?)
- 1974 : Alps-kun (アルプスくん?)
- 1983 : Dantotsu (ダントツ?)
- 1972–1981 : Dokaben (ドカベン?)
- 1983–1987 : Dai-Kōshien (大甲子園?)
- 1995–2004 : Dokaben Pro-yakyū hen (ドカベン プロ野球編?)
- 2004–2012 : Dokaben Super Stars hen (ドカベン スーパースターズ編?)
- 2012–présent : Dokaben Dream Tournament Hen (ドカベン ドリームトーナメント編?)
- 2012 : Dokaben Dream Tournament Hen Bekkan (ドカベン ドリームトーナメント編 別巻 山田太郎に挑む名選手傑作選?)
- 1993 : Ganbare Drinkers (がんばれドリンカーズ?)
- 1984–1986 : Gokudō-kun (極道くん?)
- 1958 : Hakkyū no Uta (白球の詩?)
- 1981–1984 : Hikari no Kojirō (光の小次郎?)
- 1946 : Hoero Waka Tora (ほえろ若トラ?)
- 1992 : I Love Baseball
- 1976 : Ikkyū-san (一球さん?)
- 1974 : Itadaki Yasubē (いただきヤスベエ?)
- 2009–présent : Kaa-chan no Kōshien – Taiyō no Seishun
- 1977–1981 : Kyūdō-kun (球道?)
- 2008–présent : Naite Tamaruka
- 1987–1989 : Niji wo Yobu Otoko (虹を呼ぶ男?)
- 1989–1995 : Ohayō K-jirō (おはようKジロー?)
- 1970–1975 : Otoko do Ahou Kōshien (男どアホウ甲子園?)
- 1988 : Stopper (ストッパー?)
- 1975 : Yakyū Taishō Gen-chan (野球大将ゲンちゃん?)
- 1973 : Yakyū-kyō no Uta (野球狂の詩?) (parfois en collaboration avec Machiko Satonaka)[2]
- 1998 : Yakyū-kyō no Uta Heisei hen (野球狂の詩平成編?)
- 2000 : Shin Yakyū-kyō no Uta (新・やきゅうきょうのうた?)
- 2006 : Yakyū-kyō no Uta VS. Dokaben (野球狂の詩 VS.ドカベン?)
- 1970 : Zenikko (銭っ子?)

## Distinctions
Mizushima reçoit le prix Shōgakukan à deux reprises, en 1973 pour Otoko Doahō Kōshien et Deba to Batto, et en 1976 pour Abu-san.
Il reçoit l’ordre du Soleil levant en 2002 et la médaille d’honneur au ruban pourpre en 2005.
En 2007, il reçoit le Prix du ministre de l'éducation de l'Association des auteurs de bande dessinée japonais.